# Faustino Alonso
Faustino Alonso (Assunção, 15 de fevereiro de 1961) é um ex-futebolista profissional paraguaio, que atuava como atacante.

## Carreira
Faustino Alonso fez parte do elenco da Seleção Paraguaia de Futebol da Copa do Mundo de 1986 